# 西北科学考査団
西北科学考査団（せいほくかがくこうさだん、英: The Sino-Swedish Expedition、典: Svensk-kinesiska expedition）とは、1927年-1935年に、中国西北部の新疆省や寧夏省を調査探検した学術調査隊のことである。通称「中国＝スウェーデン遠征隊」。中国側では「中国科学協会連盟下の北西中国への科学使節」。

## 概要
隊長は、スヴェン・ヘディン。隊員を構成するのは、大部分がスウェーデン人と中国人であり、その他にドイツ人なども含まれていた。スヴェン・ヘディンを中心としたスウェーデン人探検隊と、当時の中華民国政府による協力で行われた。2期以降の調査では、国民政府主席となった蔣介石の協力や、中国の軍事顧問となったハンス・フォン・ゼークト将軍の支援があった。

### 活動期間
第1期（1927年2月-1928年5月）
調査目的は、新航空路（ベルリン-北京-上海）であり、ルフトハンザ社が出資し、ドイツ側の航空専門家が参加した。その他、気象学・地理学・地質学の専門家も加わり、また、古生物学・生物学・考古学・民族学の学者も参加していた。但し、活動としては、各地に観測所を設置し、調査活動を開始したところで、航空路開設の反対運動が起こり、ルフトハンザ社が撤退することで、活動を休止した。
第2期（1928年-1933年）
航空会社の撤退により、学術調査のみに目的を転換し、スウェーデン・中国両政府が出資し、その他、寄附金も受けて、調査を継続した。第1期で設置した観測所のほか、各地に分隊が派遣されて、学術的な成果を上げた。
- ロプ・ノール移動の調査
- 居延の漢代遺址の調査・木簡の発見

第3期（1934年）
国民政府主導で、新疆省と結ぶ自動車道建設が、調査目的であった。各種専門家7名が派遣されたが、新疆が複雑な政治情勢と内戦状態に陥って拘束されるに至った。ヘディンらは他国のスパイとして疑われていた。その後ソビエト連邦の領事官によって調査隊は解放された。調査の他、分隊のフォルケ・ベリイマンによって、学術的な成果が上げられた。また、この調査隊には考古学者の黄文弼も関係していた。
- 小河墓地の発見

## 調査報告書
- “Reports from the Scientific Expedition to the North-western Provinces of China under the Leadership of Dr. Sven Hedin : The Sino-Swedish Expedition : Publication” - 全55巻、ストックホルム刊。全11部門（地理学・測地学・地質学・古生植物学・古生物学・考古学・民族学・気象学・動物学）
- 『西北科学考察団叢刊』
  - 『徐旭生西遊日記』（1930年）
  - 黄文弼『高昌』（1931年）
  - 『高昌専集』（1931年、改訂版1951年）
  - 『高昌陶集』（1933年）